# Snap Inc.
Snap Inc. is een Amerikaans bedrijf dat werd opgericht in 2011 en gevestigd in Los Angeles. Snap Inc. maakt vier producten: Snapchat, Spectacles, Bitmoji, en Zenly. Het bedrijf heette oorspronkelijk Snapchat Inc., maar werd in 2016 hernoemd naar het huidige Snap Inc.

## Geschiedenis
Het bedrijf werd opgericht op 16 september 2011 door Evan Spiegel en Bobby Murphy, gelijktijdig met de herlancering van Picaboo onder de nieuwe naam Snapchat. In januari 2014 weigerde het bedrijf aanbiedingen van overnames, zoals dat van Facebook, omdat volgens oprichter Spiegel "een korte termijn winst niet interessant is".
In mei van 2015 verhuisde Snap Inc. naar een gebouw vlak bij Venice Beach voor een 10-jarig huurcontract. Zij waren een van de eerste grote sociale media-bedrijven die zich daar vestigden, zodat Venice de bijnaam van "Silicon Beach" kreeg.
Begin 2017 maakte Snap Inc. bekend dat er een internationaal hoofdkantoor werd geopend in Soho, Londen. Het bedrijf maakte haar plannen bekend voor een beursgang, dat in maart van dat jaar officieel werd.

## Producten
Snap Inc. ontwikkelt Snapchat, een mobiele toepassing voor het versturen van afbeeldingen en multimedia. Daarnaast maakt het bedrijf ook Spectacles, waarmee een 'slimme bril' kan worden gekoppeld aan het Snapchat account van de gebruiker om zo videobeelden op te nemen.